# گروه ویلدان
گروه ویلدان (انگلیسی: Willdan Group) شرکت ساخت‌وساز آمریکایی است، که در سال ۱۹۶۴ تأسیس شد.